# Юшков, Василий Алексеевич
Васи́лий Алексе́евич Юшко́в (1677—1726) — комнатный стольник и фаворит царицы Прасковьи Фёдоровны, главный управляющий её вотчинами и домами, которого в народе считали едва ли не «отцом её дочерей».

## Биография
Василий Юшков родился в 1677 году в старой московской семье Юшковых, которая была близка к царю Иоанну Алексеевичу, и уже на 13-м году пожалован был «в комнату» этого монарха. После смерти венценосного покровителя, Юшков был записан в 1698 г. в Семёновский полк сержантом и в этом чине принял участие в походах под Азов и Керчь, а в 1700 г. сражался под Нарвой.
В следующем 1701 году по именному указу царя Юшков был определён «к комнате её величества великой государыни, благоверной царицы и великой княгини Прасковьи Федоровны и к детям её величества» и с этого времени в течение 22-х лет, почти до самой кончины вдовы Иоанна V, оставался её ближайшим доверенным лицом.
Вдовствующая царица сильно привязалась к своему фавориту; она осыпала его щедрыми милостями и подарками, всегда держала его при себе, советовалась с ним в своих интимнейших делах и, пользуясь своим большим влиянием при дворе, всячески помогала ему в его личных делах и затруднениях. Так, в 1711 г., когда отец Юшкова, раньше уступивший сыну почти все свои поместья, стал было хлопотать об их «повороте», царица Прасковья вступилась за своего любимца и, задобрив его отца чином окольничего, заставила старика прекратить начатое дело. Это было одно из последних пожалований данного чина в русской истории.

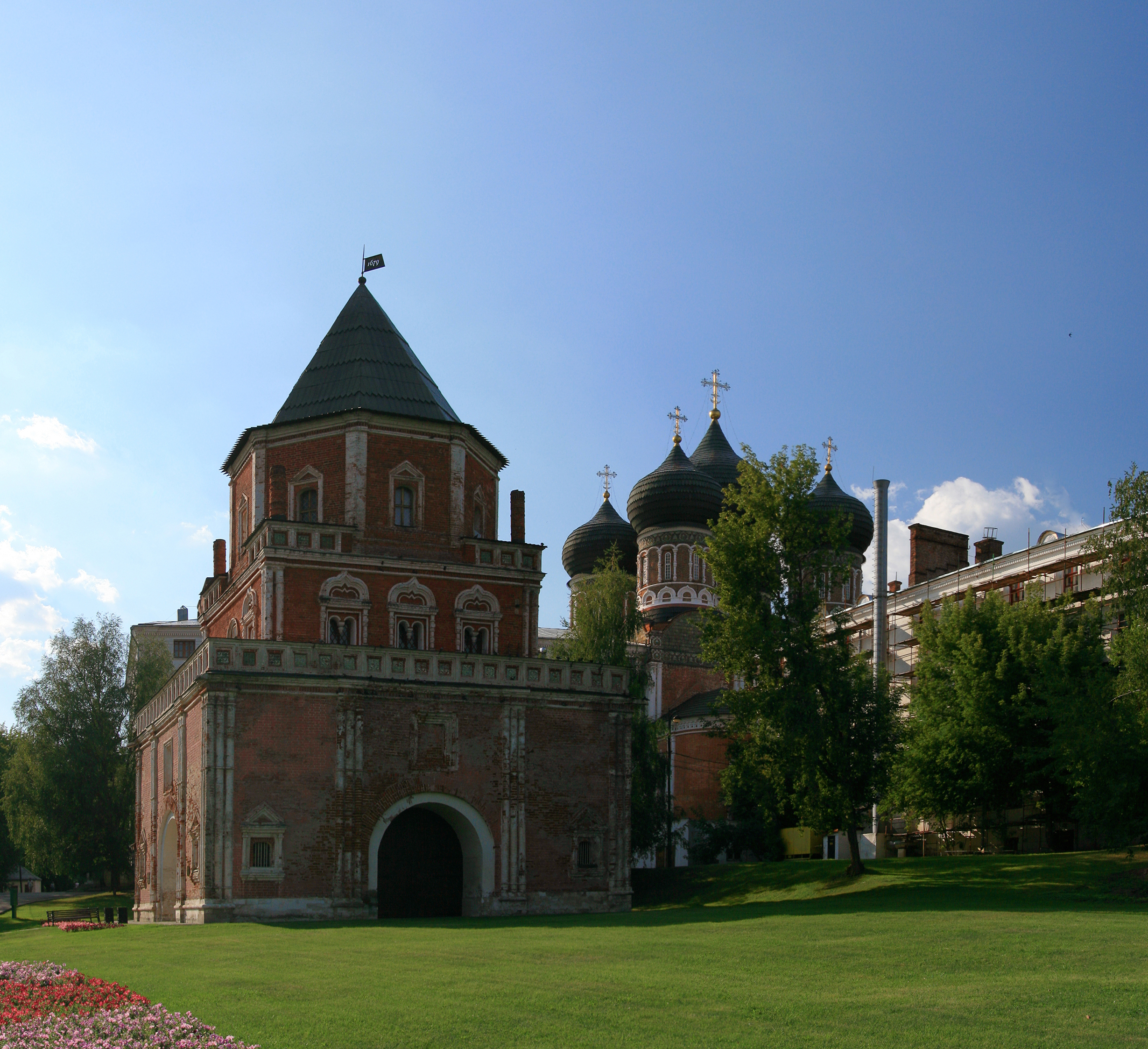
Бывший двор Прасковьи Фёдоровны в Измайлове, которым заведовал Юшков

Под управлением Юшкова хозяйство в вотчинах царицы шло плохо. Уплаты велись неаккуратно, приказчики воровали, крестьяне досаждали царице жалобами. К своим сослуживцам Юшков относился крайне грубо и пренебрежительно. Из-за этого у него постоянно происходили ссоры с другими подьячими царицы. Один из них, Василий Деревнин, пытался шантажировать Юшкова письмом к нему царицы, которое было написано шифром и якобы содержало важные тайны «государева дела».
Узнав через своих лазутчиков, в чьих руках находится потерянная им записка, Юшков велел арестовать Деревнина. Его заперли в «особую казёнку», допрашивали, пытали, но ничего не могли узнать. Когда же «от жестокого держания» Деревнин «заскорбел и едва был жив», Юшков, побоявшись слишком широкой огласки дела во время пребывания в Москве царя Петра Алексеевича, поспешил выпустить своего врага на свободу.
Спустя две недели после отъезда царя Юшков через московского обер-полицмейстера принялся разыскивать скрывшегося тем временем Деревнина как вора, расхитившего якобы царицыну казну. Так как обвиняемого долго не удавалось задержать, то стали подвергать допросам его родных. Тесть Деревнина, провинциал-фискал Терский, на допросе упомянул и о злополучном письме, а когда его показания стали известны начальнику тайной канцелярии, последний потребовал переслать ему все дело Деревнина.
Когда Деревнин наконец был задержан, и Юшков, и его покровительница тщетно хлопотали о передаче им проворовавшегося и оклеветавшего их подьячего; не добившись разрешения на то, разгневанная царица наконец лично отправилась в «казёнку» тайной канцелярии и, проникнув к Деревнину под предлогом подачи милостыни, велела людям своим учинить жестокую расправу над заключённым.
Наконец дело дошло до Петра Великого. Письму царицы Прасковьи, по всей вероятности, заключавшему в себе только интимные подробности, касавшиеся отношений старушки к её фавориту, не было дано дальнейшего хода, и само оно из дела было изъято, но зато следствие обнаружило много тёмных дел Юшкова, который из-за этого, несмотря на горячее заступничество царицы, был сослан (в апреле 1723 г.) в Нижний Новгород. В октябре того же года умерла и царица Прасковья Федоровна.
В 1725 году, уже после смерти Петра, Юшков вернулся из ссылки и поселился в селе Пятнице-Берендееве Звенигородского уезда, где прожил ещё полтора года. Он скончался 1 ноября 1726 г., не оставив по себе мужеского потомства, и погребён в соседнем Воскресенском монастыре. Его дочь и наследница, названная в честь царицы Прасковьей, стала женой полковника Ивана Самарина.

## Источник
- А. Г. Юшков, Василий Алексеевич // Русский биографический словарь : в 25 томах. — СПб.—М., 1896—1918.